# Wahlkreis Kusel
Der Wahlkreis Kusel (Wahlkreis 41, bis zur Landtagswahl 2016 noch Wahlkreis 40) ist ein Landtagswahlkreis in Rheinland-Pfalz. Er ist deckungsgleich mit dem Landkreis Kusel. Der Wahlkreis gilt landesweit als eine der ausgeprägtesten Hochburgen der SPD, deren Kandidaten ihn stets direkt gewinnen konnten. 

## Wahl 2021
Bei der Landtagswahl 2021 vom 14. März 2021 entfielen im Wahlkreis auf die einzelnen Wahlvorschläge:
| Direktkandidaten        | Partei           | Wahlkreisstimmen in % | Landesstimmen in % |
| ----------------------- | ---------------- | --------------------- | ------------------ |
| Oliver Kusch            | SPD              | 37,8                  | 41,9               |
| Isabel Steinhauer-Theis | CDU              | 23,7                  | 21,5               |
| Marco Staudt            | AfD              | 10,8                  | 11,1               |
| Klaus Mittelstaedt      | FDP              | 3,7                   | 4,0                |
| Andreas Hartenfels      | Grüne            | 9,6                   | 6,5                |
| Rudolf Uher             | Die Linke        | 3,3                   | 2,8                |
| Helge Schwab            | Freie Wähler     | 11,0                  | 7,3                |
| –                       | Piraten          | –                     | 0,5                |
| –                       | ÖDP              | –                     | 0,4                |
| –                       | Klimaliste       | –                     | 0,3                |
| –                       | Die PARTEI       | –                     | 1,0                |
| –                       | Tierschutzpartei | –                     | 2,2                |
| –                       | Volt             | –                     | 0,6                |

## Wahl 2016
Die Ergebnisse der Wahl zum 17. Landtag Rheinland-Pfalz vom 13. März 2016:
| Direktkandidaten                  | Partei       | Wahlkreisstimmen | Landesstimmen |
| --------------------------------- | ------------ | ---------------- | ------------- |
| Jochen Hartloff                   | SPD          | 42,2 %           | 42,8 %        |
| Marlies Kohnle-Gros               | CDU          | 22,6 %           | 22,7 %        |
| Andreas Hartenfels                | GRÜNE        | 6,2 %            | 4,2 %         |
| Stephan Reiter                    | FDP          | 4,5 %            | 4,4 %         |
| Oliver Naudsch                    | DIE LINKE    | 4,3 %            | 3,4 %         |
| Helge Schwab                      | Freie Wähler | 7,5 %            | 3,9 %         |
| Patrick Hoffmann                  | AfD          | 12,6 %           | 15,3 %        |
| –                                 | Sonstige     | –                | 3,3 %         |
| Wahlberechtigte: 57.530 Einwohner |              |                  |               |
| Wahlbeteiligung: 71,1 %           |              |                  |               |

## Wahl 2011
Die Ergebnisse der Wahl zum 16. Landtag Rheinland-Pfalz vom 27. März 2011:
| Direktkandidaten                  | Partei       | Wahlkreisstimmen | Landesstimmen |
| --------------------------------- | ------------ | ---------------- | ------------- |
| Jochen Hartloff                   | SPD          | 48,5 %           | 46,3 %        |
| Marlies Kohnle-Gros               | CDU          | 25,0 %           | 25,2 %        |
| Katharina Büdel                   | FDP          | 2,8 %            | 2,9 %         |
| Andreas Hartenfels                | GRÜNE        | 15,4 %           | 13,3 %        |
| Robert Drumm                      | DIE LINKE    | 5,8 %            | 4,8 %         |
| –                                 | NPD          | –                | 1,8 %         |
| –                                 | Freie Wähler | –                | 1,9 %         |
| Nadine Clos                       | PIRATEN      | 2,4 %            | 2,3 %         |
| –                                 | Sonstige     | –                | 1,5 %         |
| Wahlberechtigte: 59.524 Einwohner |              |                  |               |
| Wahlbeteiligung: 61,3 %           |              |                  |               |

- Jochen Hartloff (SPD) wurde direkt gewählt.[5]
- Marlies Kohnle-Gros (CDU) wurde über die Landesliste (Listenplatz 4) gewählt.[7]
- Andreas Hartenfels (GRÜNE) wurde über die Landesliste (Listenplatz 4) gewählt.[7]

## Wahl 2006
Die Ergebnisse der Wahl zum 15. Landtag Rheinland-Pfalz vom 26. März 2006:
| Direktkandidaten                  | Partei   | Wahlkreisstimmen | Landesstimmen |
| --------------------------------- | -------- | ---------------- | ------------- |
| Jochen Hartloff                   | SPD      | 55,0 %           | 53,8 %        |
| Marlies Kohnle-Gros               | CDU      | 23,8 %           | 21,4 %        |
| Katharina Büdel                   | FDP      | 5,4 %            | 5,9 %         |
| Dirk Just                         | GRÜNE    | 3,7 %            | 3,5 %         |
| Kurt E. Goldmann                  | REP      | 5,0 %            | 3,3 %         |
| Oliver Simon                      | WASG     | 9,0 %            | 6,9 %         |
| –                                 | Sonstige | –                | 5,1 %         |
| Wahlberechtigte: 61.368 Einwohner |          |                  |               |
| Wahlbeteiligung: 59,6 %           |          |                  |               |

- Jochen Hartloff (SPD) wurde direkt gewählt.[8]
- Marlies Kohnle-Gros (CDU) wurde über die Landesliste (Listenplatz 7) gewählt.[10]